# Mashpee
Mashpee est une ville du comté de Barnstable dans Massachusetts, aux États-Unis.